# Lago Siesikai
El lago de Siesikai (en lituano: Siesikų ežeras) está ubicado a 2 km al este de Siesikai, en la provincia de Vilna, en Lituania.  En la costa sur del lago, rodeado de un parque, se encuentra el castillo de Siesikai.
El lago tiene una superficie de 123 hectáreas y una profundidad máxima de 4,10 m. Forma parte de la cuenca del río Armona. La pesca en el río está regulada por las autoridades locales.